# ソフィアランド

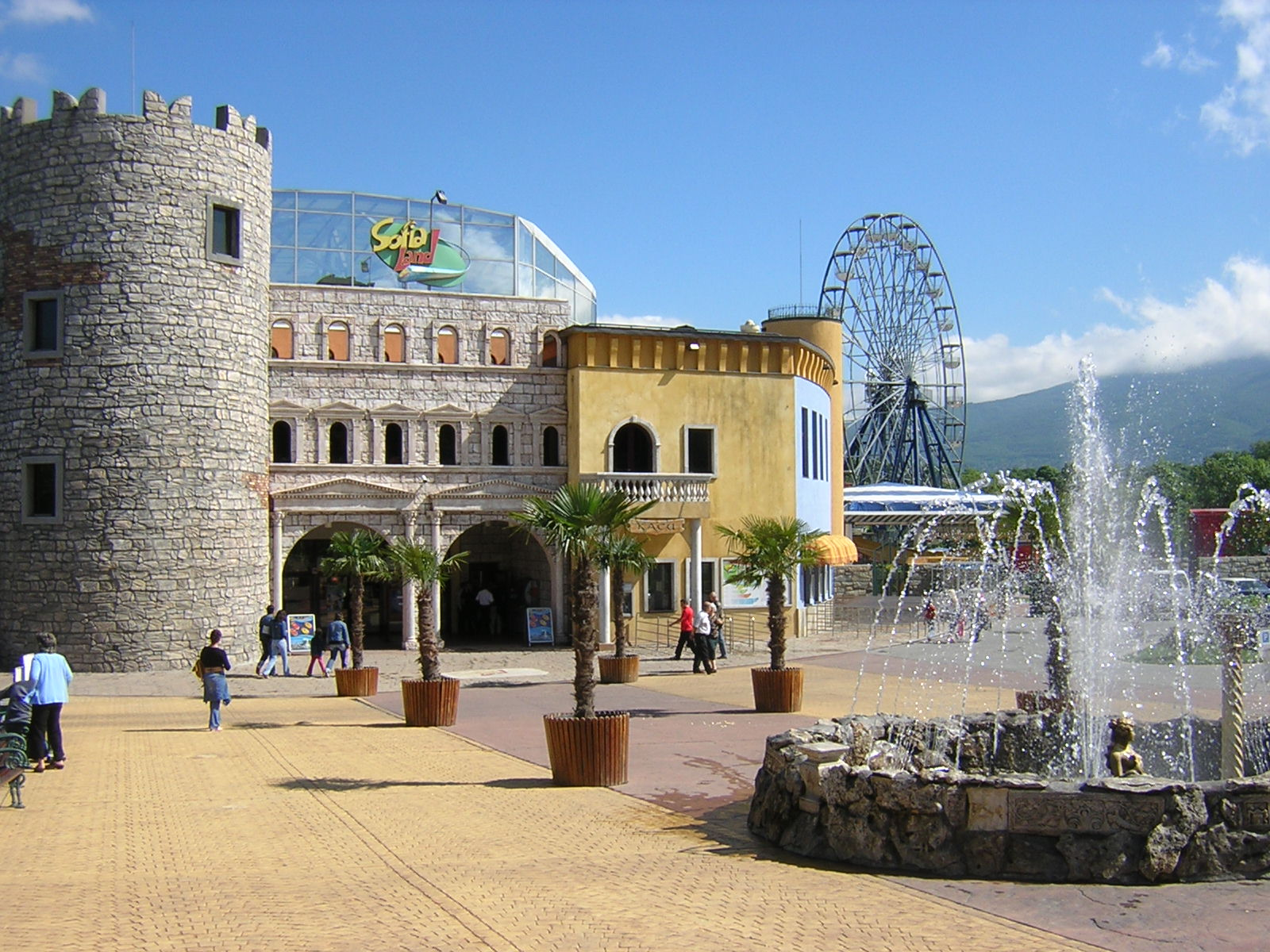
ソフィアランド

ソフィアランド（ブルガリア語:София Ленд）は、ブルガリアの首都ソフィアにあるアミューズメントパーク。

## 概要
ブルガリア国内初のアミューズメントパークであり、ヨーロッパ南東部において大規模なアミューズメントパークの一つでもある。敷地面積は35,000 m²、近くにはソフィア動物園が位置している。
ソフィアランドの建設は2001年7月に始まり、2002年9月21日にオープンした。園内には子ども用の遊具が8つ、全年齢用に作られたアトラクションが全部で11あり、バーやレストラン、カフェやクラブもある。ショップや映画関連施設も城を模した建物に収容されている。
2006年9月、ソフィアランドのオーナーが代わり、閉園することが発表された。同じ年の10月16日にソフィアランドは公式に閉園となった。